# Nonna Debonne
Pour les articles homonymes, voir Debonne.
Nonna Debonne, née le 5 mars 1985 au Mans, est une footballeuse internationale française ayant joué au poste de défenseuse. Après être passée par le CNFE Clairefontaine dans sa jeunesse, elle joue au Paris Saint-Germain pendant 10 ans où elle gagne le Challenge de France 2010. Elle évolue par la suite principalement au FF Issy qui devient en 2020 le GPSO 92 Issy. Elle y finit sa carrière en 2022.
Elle compte deux sélections en équipe de France entre 2007 et 2009.

## Biographie

### Carrière en club
Nonna Debonne commence à jouer au football à l'âge de 11 ans au club de la Patriote de Bonnétable, une localité proche de sa ville natale. En 1999, elle rejoint le Le Mans UC, club pour lequel elle joue jusqu'en 2002. Les deux années suivantes, elle suit la formation du CNFE Clairefontaine et marque quatre buts en 36 matches de première division. Son poste était celui de milieu de terrain défensif, mais elle était déjà utilisée en défense.

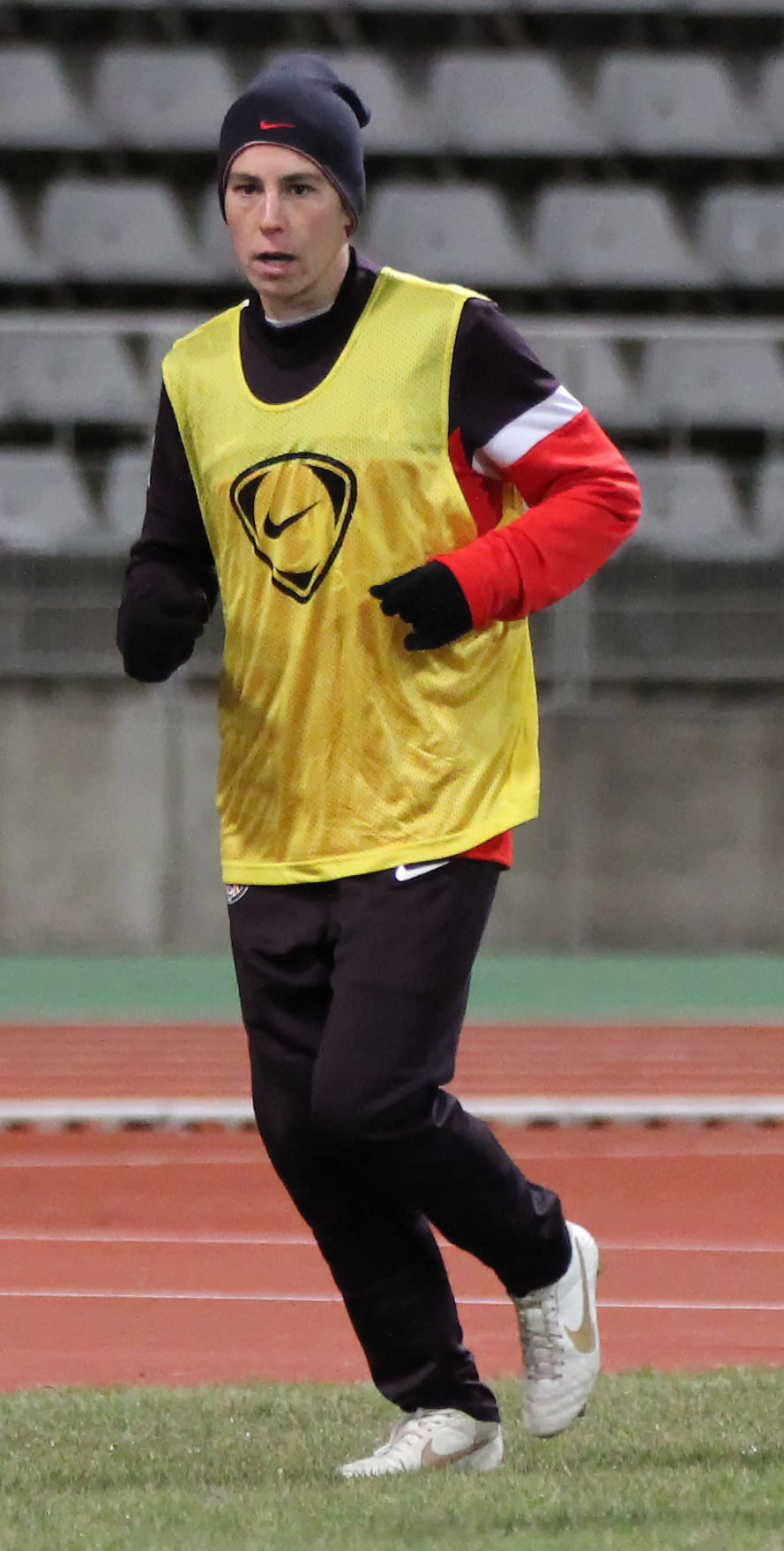
Debonne lors de PSG-Juvisy en 2012.

À 19 ans, elle rejoint le Paris Saint-Germain, club de première division, dont elle portera le maillot pendant une décennie. Avec le club de la capitale, elle remporte le Challenge de France 2010, son seul titre de sa carrière en club, grâce à une victoire 5 à 0 en finale contre Montpellier à Bondoufle. Elle est également vice-championne de France avec le PSG à trois reprises, en 2011, 2013 et 2014. Après une dernière saison avec très peu de temps de jeu, elle quitte à l'été 2014 le club parisien pour rejoindre un autre club francilien, le FF Issy. Elle racontera plus tard avoir mal vécu les deux dernières saisons parisiennes après l'arrivée de QSI à la tête du club et le recrutement de nombreuses étrangères.
Elle joue six saisons à Issy en D1 et D2, avec également un passage au Mans et à Poissy. En 2022, elle met fin à sa carrière à 37 ans après 246 matchs joués en première division française. Un hommage particulier lui avait été rendu en 2013 lorsque le conseil municipal de Bonnétable avait baptisé son nouveau stade en son honneur.

### Carrière internationale
À 17 ans, Nonna Debonne est sélectionnée en équipe de France des moins de 19 ans. Elle joue plusieurs matchs amicaux avant de remporter avec son équipe le Championnat d'Europe U19 2003 en Allemagne. Sous la direction de Bruno Bini, elle joue les cinq matchs dans la compétition malgré son statut de joker et marque un but en demi-finale contre les Anglaises. Sélectionnée à 18 reprises pour 3 buts en U19, elle joue ensuite deux matchs avec les moins de 21 ans en 2007.
Elle dispute deux matchs internationaux avec l'équipe de France A sous la direction de Bruno Bini, devenu entre-temps sélectionneur national. En 2007, elle remplace Sandrine Dusang en défense pour une minute seulement contre la Chine, mais est titularisée en août 2009 contre le Japon.
Elle est sélectionnée également à trois reprises en équipe de France B ou A' : en juin 2009 contre la Tunisie et au printemps 2012 lors de deux matchs contre les moins de 20 ans japonaises.

## Palmarès
Paris Saint-Germain
- Vainqueur du Challenge de France féminin 2009-2010.
- Vice-championne de France en 2011, 2013 et 2014.

 France -19 ans
- Championne d'Europe U19 en 2003.

## Statistiques

### En club
| Saison                | Club                  | Championnat           | Championnat | Championnat | Coupe(s) nationale(s) | Coupe(s) nationale(s) | Compétition(s) continentale(s) | Compétition(s) continentale(s) | Compétition(s) continentale(s) | Total | Total |
| Saison                | Club                  | Division              | M.          | B.          | M.                    | B.                    | Comp.                          | M.                             | B.                             | M.    | B.    |
| 2002-2003             | CNFE Clairefontaine   | Division 1            | 16          | 3           | -                     | -                     | -                              | -                              | -                              | 16    | 3     |
| 2003-2004             | CNFE Clairefontaine   | Division 1            | 20          | 1           | -                     | -                     | -                              | -                              | -                              | 20    | 1     |
| Sous-total            | Sous-total            | Sous-total            | 36          | 4           | -                     | -                     | -                              | -                              | -                              | 36    | 4     |
| 2004-2005             | Paris Saint-Germain   | Division 1            | 22          | 1           | 4                     | 0                     | -                              | -                              | -                              | 26    | 1     |
| 2005-2006             | Paris Saint-Germain   | Division 1            | 14          | 1           | 1                     | 0                     | -                              | -                              | -                              | 15    | 1     |
| 2006-2007             | Paris Saint-Germain   | Division 1            | 22          | 2           | 1                     | 0                     | -                              | -                              | -                              | 23    | 2     |
| 2007-2008             | Paris Saint-Germain   | Division 1            | 20          | 0           | 4                     | 0                     | -                              | -                              | -                              | 24    | 0     |
| 2008-2009             | Paris Saint-Germain   | Division 1            | 22          | 1           | 1                     | 0                     | -                              | -                              | -                              | 23    | 1     |
| 2009-2010             | Paris Saint-Germain   | Division 1            | 17          | 0           | 5                     | 1                     | -                              | -                              | -                              | 22    | 1     |
| 2010-2011             | Paris Saint-Germain   | Division 1            | 15          | 0           | 1                     | 0                     | -                              | -                              | -                              | 16    | 0     |
| 2011-2012             | Paris Saint-Germain   | Division 1            | 14          | 0           | 5                     | 0                     | C1                             | 4                              | 1                              | 23    | 1     |
| 2012-2013             | Paris Saint-Germain   | Division 1            | 15          | 0           | 2                     | 0                     | -                              | -                              | -                              | 17    | 0     |
| 2013-2014             | Paris Saint-Germain   | Division 1            | 3           | 1           | 3                     | 0                     | C1                             | 0                              | 0                              | 6     | 1     |
| Sous-total            | Sous-total            | Sous-total            | 164         | 6           | 27                    | 1                     | -                              | 4                              | 1                              | 195   | 8     |
| 2014-2015             | FF Issy               | Division 1            | 17          | 1           | 1                     | 0                     | -                              | -                              | -                              | 18    | 1     |
| Sous-total            | Sous-total            | Sous-total            | 17          | 1           | 1                     | 0                     | -                              | -                              | -                              | 18    | 1     |
| 2015-2016             | Le Mans FC            | Division 2            | 10          | 3           | -                     | -                     | -                              | -                              | -                              | 10    | 3     |
| Sous-total            | Sous-total            | Sous-total            | 10          | 3           | -                     | -                     | -                              | -                              | -                              | 10    | 3     |
| 2017-2018             | FF Issy               | Division 2            | 21          | 4           | 2                     | 0                     | -                              | -                              | -                              | 23    | 4     |
| 2018-2019             | FF Issy               | Division 2            | 21          | 2           | 1                     | 0                     | -                              | -                              | -                              | 22    | 2     |
| 2019-2020             | FF Issy               | Division 2            | 13          | 0           | 2                     | 1                     | -                              | -                              | -                              | 15    | 1     |
| 2020-2021             | GPSO 92 Issy          | Division 1            | 18          | 0           | 1                     | 0                     | -                              | -                              | -                              | 19    | 0     |
| 2021-2022             | GPSO 92 Issy          | Division 1            | 11          | 0           | 0                     | 0                     | -                              | -                              | -                              | 11    | 0     |
| Sous-total            | Sous-total            | Sous-total            | 84          | 6           | 6                     | 1                     | -                              | -                              | -                              | 90    | 7     |
| Total sur la carrière | Total sur la carrière | Total sur la carrière | 311         | 20          | 34                    | 2                     | -                              | 4                              | 1                              | 349   | 23    |